# 아파트 (노래)
〈아파트〉(A.P.T)는 윤수일이 작곡 및 작사하고 윤수일 밴드가 부른 대한민국의 록 가요이다. 1982년 6월 30일 《윤수일 BAND 2집》의 타이틀곡으로 수록되어 처음 발매되었다. 당대의 사회상을 반영한 가사와, 그에 맞게 단조풍으로 지어졌지만 신나는 멜로디와 리듬으로 대중에게 큰 인기를 끌었다.
〈아파트〉는 1980년대 서울 강남 지역 등에서 일었던 아파트 붐이라는 시대상황이 반영된 가사로 국민 애창곡으로 자리잡는 등, 대한민국의 1980년대 초반을 대표하는 음원으로 꼽힌다. 특히 당시 횡행했던 아파트 투기 열풍에 대해 간접적으로 비판하는 등 사회비판적인 내용 역시 담겨 있다. 당시의 아파트 음원은 윤수일과 대중의 지향점이 하나로 합쳐지는 《윤수일 BAND 2집》의 상징과도 같았으며, 2집의 열풍은 윤수일로 하여금 '시티 뮤직'이라는 이름을 얻게 하였다.

## 특징
윤수일은 당시의 가수들이 트로트 등 향토적인 가락과 가사의 노래를 주로 불렀던 것에 대비해 도시적인 록 사운드와 도시의 현실을 반영한 가사로 도시의 현실을 반영하여 대중들의 큰 인기를 끌었다. 그러한 배경에서 나온 노래인 〈아파트〉는 윤수일 밴드 1집 수록곡인 〈제2의 고향〉, 솔로 앨범 수록곡을 그룹 사운드로 다시 부른 〈유랑자〉와 함께 윤수일의 '도시 3부작'으로 일컬어지곤 한다.
〈아파트〉의 음원은 1982년 발매된 《윤수일 BAND 2집》의 A사이드 첫 번째 곡으로 수록되었고, 이어 1989년 발매된 《윤수일 골든 힛트곡 모음집》의 B사이드 첫 번째 곡으로 수록되었다. 둘의 녹음된 버전은 상당히 다른데, 그룹사운드 적인 면모가 강한 1982년 음원이 1984년 KBS에서 방영된 가요톱10에서 5주간 1위를 달성해 골든컵을 수상하기도 했으며, 1984년 남자가요대상의 후보자 명단에 오르기도 했다. 하지만 MBC의 10대 가수 명단에는 노래의 인기와는 다르게 오르지 못했으며, 방송에도 출연하지 못하였다. 이는 1982년 당시 윤수일이 조연출과의 사이에 폭행 시비가 걸려, 이에 대한 보복성 조치로 윤수일을 배제한 것으로 가요계에서 논란이 되기도 했다. 윤수일은 당시의 폭행 시비로 3년 동안 MBC에 출연하지 못했다.

## 배경
윤수일은 〈아파트〉를 지었던 뒷이야기를 '작곡 당시 시대적으로 화두가 되고 있었던 아파트를 주제로 노래를 부르려는 생각을 갖고 있다가, 군대에 갔던 친구가 휴가를 나와 자신의 여자친구의 아파트에 갔는데 모두가 이민을 갔던 슬픈 러브스토리를 듣고 10분만에 만들었다'라고 말했던 바 있다. 특히 갈대숲과 별빛, 강과 다리 등 자연을 이용한 서정적인 가사에 대해서는 '해외의 아파트가 자연과 어우러져 아름답게 지어지는 것에 비해 작곡 당시 한국의 아파트는 삭막하게 지었기 때문에, 한국의 아파트도 외국의 아파트처럼 아름답게 지었으면 어땠을까 하는 생각을 담았다.'라고 말하기도 했다.
〈아파트〉의 배경이 되었던 '다리'가 어디인지에 대해서, 즉 공간적 배경에 대해서도 설왕설래가 이어진다. 신현준 성공회대 동아시아연구소 HK교수는 가사 속 '갈대숲'을 힌트로 삼아 영동대교를 〈아파트〉에 나오는 '다리'의 모티브로 꼽기도 했다. 원작자인 윤수일은 가사 속 아파트의 모티브에 대해서 천호대교 건너 현재 잠실동 일대의 아파트를 꼽으며, '잠실벌의 갈대숲 사이로 드문드문 들어선 아파트를 모티브로 삼았다'라고 하면서도 '위치에 대해 깊은 생각은 없었다'고 말했다.
〈아파트〉의 전주가 시작되기 전에는 기계식 초인종의 벨소리가 여러 번 울려퍼지는데, 이에 대해 윤수일은 '멜로디가 울리기 전에 아파트를 상징하는 소리로 무엇을 넣을까 고민하다 야쿠르트 아주머니가 초인종을 누르는 바람에 바로 아이디어를 넣어 삽입했다.'라면서, 당시의 초인종 벨소리는 99%가 그런 벨소리를 썼기에 삽입했다고 회고했던 바 있다. 아울러 윤수일은 청계천 철물점에서 직접 초인종을 사다가 그 소리를 녹음했다고 비화를 밝히기도 했다.

## 프로 스포츠에 끼친 영향
〈아파트〉는 〈아리랑 목동〉, 신해철의 〈그대에게〉나 유정석의 〈질풍가도〉와 더불어 대한민국의 프로 스포츠, 그리고 대학 스포츠의 응원에도 영향을 끼쳤는데, 한국프로야구 뿐만 아니라 영향을 받은 한국프로농구, 한국프로배구, 아시아리그 아이스하키, 연세대학교 등에서도 아파트를 승기를 잡았을 때 부르는 응원가로 활용하고 있다.
특히 〈아파트〉는 여러 종목이나 스포츠 중에서도 한국프로야구를 대표하는 음악으로 활용되고 있는데, 모든 구단이 기세를 잡았을 때 열창하는 공통 응원가로 활용하고 있다. 그러한 인기로 인해 대한민국에서 개최되었던 2014년 인천 아시안게임과 2019년 WBSC 프리미어 12에서는 대한민국 야구 대표팀의 공식 응원단이 〈아파트〉를 응원가로 부르기도 했다.
이렇게 프로 스포츠나 대학 스포츠의 응원가로 〈아파트〉가 사용된 데 대해 윤수일은 '처음에는 당혹스러웠다'고 말한다. 원래는 신나게 부른 곡이 아니었는데, 팬들이 자신의 감정과는 다르게 부르고 있어 아쉬웠지만 팬들이 꾸준히 사랑을 보내자 마음이 바뀌었다고 답했다. "노래를 즐길 권리가 팬들에게 있다"는 윤수일은 2006년 독일 월드컵 당시 응원가로 활용하기 위한 리메이크 버전을 발매하며 곡의 분위기가 슬픔에서 신나는 분위기로 바뀌는 데 일조했다.

## 리메이크

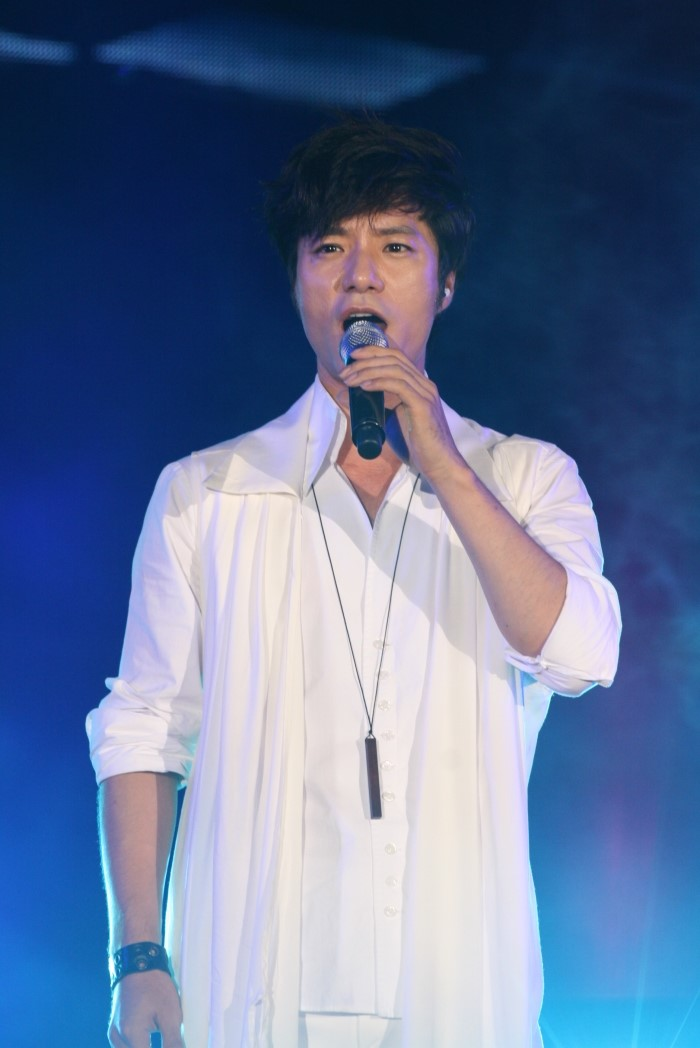
KBS2의 프로그램인 불후의 명곡에서 〈아파트〉를 재해석한 뮤지컬 배우 임태경.

〈아파트〉는 리메이크도 여러 번 되었다. 김건모가 2003년 자신의 8집 앨범 《Hestory》에 키를 높이고 노래의 풍을 바꾸어 리메이크한 버전을 부르기도 하였으며, 박상민은 1998년 발매한 《윤수일 메들리》 싱글과 라이브 앨범을 통해 리메이크 버전을 대중에 내놓기도 했다. DJ DOC는 1995년 당시 대도시권에 상당수 보급된 오피스텔에 맞추어 노래 내용을 개사하고 멜로디를 새로 입힌 〈오피스텔〉을 앨범 《머피의 법칙》에 수록하기도 했다. 윤수일은 인터뷰를 통해 김건모의 〈아파트〉를 '요즘 유행하는 리듬으로 편곡해서 불렀다'며 가장 좋아하는 후배의 리메이크로 손꼽기도 했다.
계은숙은 이 노래를 일본어로 《アパート》 라는 제목으로 커버했으며, 이 커버곡은 2001년에 발매된 앨범 《桂銀淑のすべて-軌跡Vol.3(1992-96)》 에 수록되었습니다.
2012년 방영된 KBS2의 프로그램인 불후의 명곡에서는 뮤지컬 배우 임태경이 뮤지컬 풍으로 편곡한 〈아파트〉를 불러 닐슨 시청률 기준 12%의 시청률을 기록해 동시간대 시청률 2위를 달성했던 바 있고, 역시 2016년 방영된 같은 프로그램에서 가수 강남이 록과 댄스를 기반으로 〈아파트〉를 재해석해 윤수일에게 극찬받기도 했다.
영화에서도 배경음악으로 활용되었는데, 2023년 개봉한 한국 영화인 《콘크리트 유토피아》에 출연한 배우 이병헌이 반상회에서 노래방 기계를 이용해 부르는 장면이 나왔다. 〈아파트〉는 엔딩 크레딧에서도 박지후가 부른 버전이 삽입되었다.
2024년에는 브루노 마스와 로제가 함께 만든 〈APT.〉가 발매되면서 덩달아 〈아파트〉의 인지도 역시 다시금 올라갔다. 윤수일의 〈아파트〉를 이른바 '구축 아파트'라고 일컫는 밈이 퍼지는가 하면, 이에 착안해 은마아파트보다 〈아파트〉의 재건축이 더욱 빨랐다는 뼈 있는 농담 역시 대중들 사이에서 회자되었다. 특히 〈아파트〉와 〈APT.〉를 매시업하거나 리메이크하는 등 패러디 역시 퍼지는가 하면, 노래방 애창곡 차트에서도 10위권까지 오르는 등 대중이 보내는 '구축 아파트'를 향한 반응 역시 좋았다. 이에 윤수일 역시 "40년을 뛰어넘은 재건축 조합장"이라는 표현이 마음에 든다며 화답했다.